# Emud
Die Firma Emud war ein 1911 durch Ernst Mästling in Ulm als Mechanische Werkstätte Ernst Mästling als Hersteller von vernickelten Regenschirmgestellen gegründetes Unternehmen.
1923 trat Mästling dem Funkverband bei und erhielt 1924 die Genehmigung für den Bau von Rundfunkanlagen. Unter dem Markennamen Emud (Ernst Mästling Ulm Donau) produzierte die Firma nun Radiogeräte.
Zusammen mit den Firmen Brandt (Roland Brandt Berlin), Braun, Rundfunkwerkstätten Berlin, Rundfunktechnische Erzeugergemeinschaft, Schaleco und Wega gründete Emud 1936 die Radio Union für den Bau der eigenen Volksempfänger RU1 und RU3. Die Zusammenarbeit wurde nach zwei Jahren beendet.
Nach dem Krieg wurden einige Geräte unter dem Namen Mästling vertrieben.
1956 beschäftigte das Unternehmen etwa 600 Mitarbeiter. 25 % des Umsatzes wurden durch den Export erwirtschaftet. Die Produktion der Radiogeräte wurde aufgrund sinkender Nachfrage bereits 1968 eingestellt.
Emud belieferte die Schneiderwerke mit Radiogeräten für den Bau von Tonmöbeln. Nach der Insolvenz 1972 übernahm Schneider den einstigen Zulieferer.
Bau- und Ersatzteile aus der Konkursmasse erwarb der damalige bayrische Maschinenhersteller Pollin, welcher damit sein heutiges Hauptgeschäft, den Vertrieb von Elektronikteilen, begründete.